# Till Paulmann
Till Paulmann (* 6. Oktober 1967) ist ein deutscher Sänger, Songschreiber und Gitarrist aus Berlin.

## Leben
Seit 1995 arbeitet Paulmann als Profi-Musiker. Er hat jahrelange Erfahrung als Background-Musiker bei großen TV-Produktionen (z. B. Echo-Verleihung, Ein Herz für Kinder Gala etc.) und spielt seit 2000 in der Live-Band von Frank Schöbel. Davor und parallel hat Paulmann in diversen Berliner Bands Gitarre gespielt.
Studioerfahrung hat er u. a. bei dem Sänger  Fish (Ex-Marillion) gesammelt. Paulmann hat sich dem Songwriting und Singen gewidmet und ein großes Repertoire an deutschsprachigen Songs geschrieben, von denen 16 Stücke auf dem Album Ich weiß gelandet sind. 2015 erschien der Nachfolger Lichtung, ebenfalls über Timezone Records.
2014 durfte Till als Gewinner eines Radio Star FM-Songwettbewerbs das Berliner Konzert von Richie Sambora eröffnen.

## Privatleben
Paulmann ist verheiratet und arbeitet als Musiklehrer an drei verschiedenen Musikschulen in Wildau und Umgebung.

## Diskografie

### Soloalben
- 2011: Ich weiß (Timezone Records)
- 2015: Lichtung (Timezone Records)

### Als Gitarrist
- 1996: George Martyn: out (Stuff Records)
- 1998: Fish: Kettle of Fish (Roadrunner)
- 1999: Fish: Raingods with Zippos (Roadrunner)